# GDDR

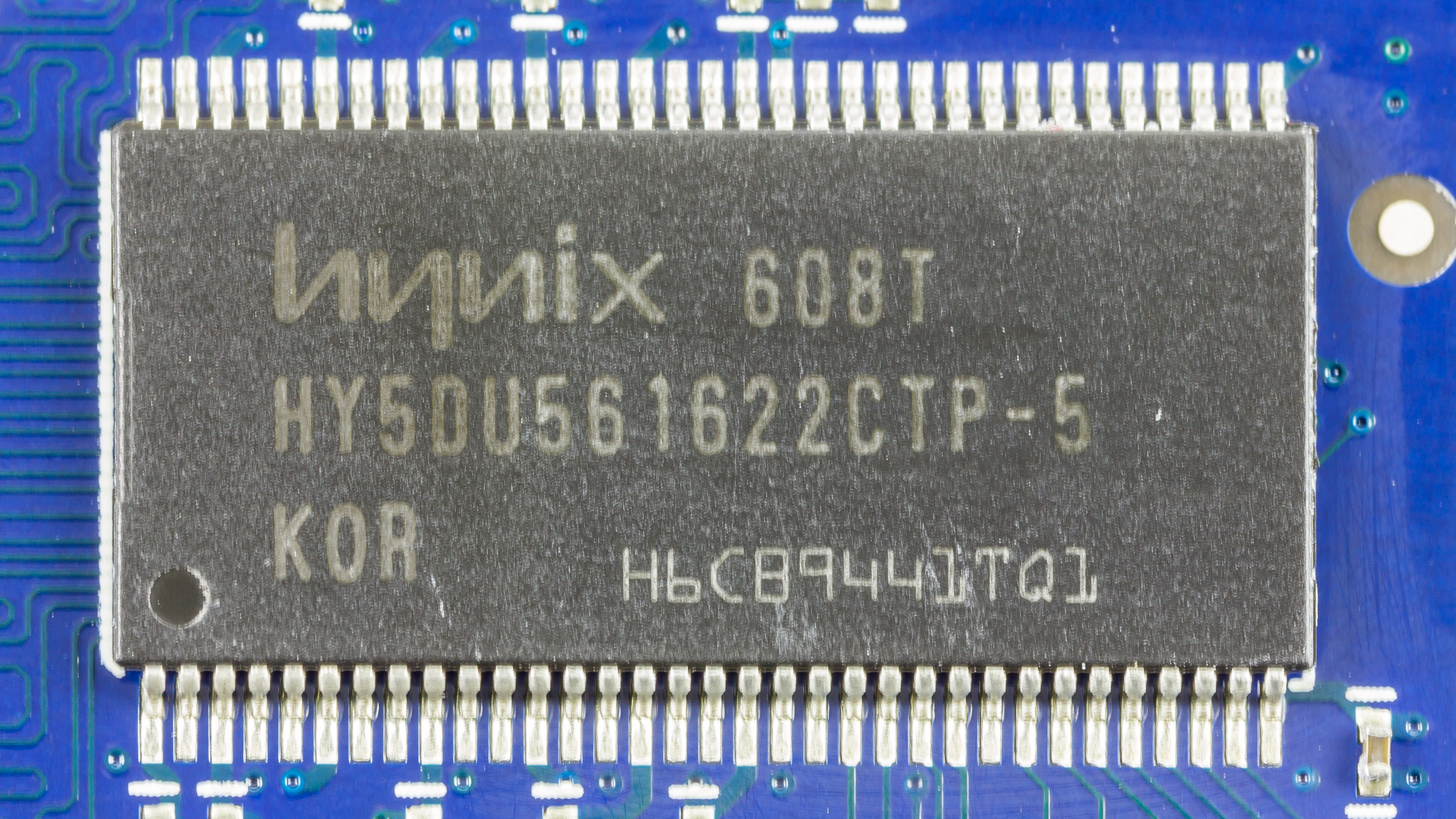
Hynix 256M gDDR SDRAM

GDDR (англ. Graphics Double Data Rate) — подвид энергозависимой динамической памяти с произвольным доступом (DRAM) и удвоенной скоростью передачи данных (DDR), предназначенный для использования в графических картах (видеокартах). GDDR отличается от более широко известных подтипов памяти DDR SDRAM, таких как DDR3 SDRAM, хотя их основные технологии являются общими, включая удвоенную скорость передачи данных.
Общими отличиями GDDR от DDR являются более высокие номинальные частоты работы первой. Также GDDR содержит упрощения электрического интерфейса и применение ряда специальных приёмов управления буфером ввода-вывода, что позволяет достичь несколько бо́льшей пропускной способности и более высоких рабочих частот по сравнению с DDR SDRAM. Кроме этого, GDDR имеет по сравнению с DDR более низкое энергопотребление и тепловыделение при работе на равных частотах.

## Поколения GDDR
- GDDR (GDDR первого поколения)
- GDDR2
- GDDR3
- GDDR4
- GDDR5
- GDDR5X
- GDDR6
- GDDR6X/GDDR6W
- GDDR7